# Ao Vivo (álbum de Zezé Di Camargo & Luciano)
Ao Vivo é o primeiro álbum ao vivo da dupla brasileira de música sertaneja Zezé Di Camargo & Luciano, lançado em 19 de abril de 2000 pela Sony Music.
Nesse CD ao vivo, há 26 músicas que resumem a carreira da dupla desde "É o Amor", passando por "Saudade Bandida" (versão acústica) e "Você Vai Ver", chegando às mais recentes "Toma Juízo" (em que o intérprete "brinca" com a voz) e "Pra Não Pensar em Você".
Uma crítica é incluir canções demais do CD de 99: 5 das 15 músicas do lançamento de setembro. Há também as inéditas "Mexe que É Bom" e "Da Boca pra Fora".
Depois de gravado no Olympia, nos dias 22 e 23 de fevereiro, o CD ainda foi trabalho em estúdio. "Das vozes que fizemos, 99% estão no disco. Às vezes você distrai lendo uma faixa, olhando para uma fã que jogou um beijo ou pegando um ursinho no palco. Aí vacila e precisa refazer a frase." diz Zezé.
Seu lado compositor já prepara o repertório do próximo CD. O lado intérprete, porém, revela um sonho: regravar canções de Lupcínio Rodrigues. "Tem meu estilo, fala de amor vagabundo."

## Desempenho comercial
A meta da companhia (Sony Music) é vender, no período de 12 meses, 5 milhões de CDs da dupla Zezé Di Camargo & Luciano, somados ao álbum duplo ao vivo, lançado na última semana, os dois discos de carreira, que chegam às lojas tradicionalmente em setembro.
O raciocínio: o disco que está na praça (Zezé Di Camargo & Luciano) já atingiu 1,6 milhão. O disco ao vivo está saindo com 860 mil. Só que, como conta em duplicidade, dá em torno de 1,72 milhão. São 3,32 milhões.
"Em setembro, a gente sai com o disco de carreira (Zezé Di Camargo & Luciano). Geralmente, nosso disco tem saído com 1 milhão antecipado. Esse disco, que está com 1,6 milhão, deve chegar na casa de 1,8 milhão. O duplo deve chegar tranquilamente na casa de 2,4 milhões. Com o que vai ser lançado, são 5 milhões." diz Zezé.

## Curiosidades
Em entrevista à Folha de S. Paulo em 10 de abril de 2000, Zezé Di Camargo afirma: "Eu não queria gravar um CD ao vivo". Se alguns gravam CDs ao vivo na tentativa de reeditar sucessos passados, o cantor Zezé Di Camargo, 37, foge à regra: "Eu não queria gravar esse disco, fui o último a ser convencido".
"É idéia da gravadora, do nosso empresário e do próprio Luciano, que achava que era o momento. Fomos mais na onda do "todo mundo". Não porque nossa carreira exige que a gente faça isso. Somos artistas debutantes", diz Zezé, nove anos de carreira.
Galinha dos ovos de ouro da Sony Music tem um público cativo para o qual vende pelo menos 1,6 milhão de CDs por ano, o cantor achava que era "cedo demais" para gravar o disco.
"Não tínhamos que correr esse risco. Mas eu não vou ser o único a nadar contra a correnteza. Fui quase obrigado a gravar. Seria uma carta na manga para quando não estivéssemos vendendo tanto", resume o artista. Alguns dos argumentos da gravadora, porém, foram irrefutáveis: a meta da companhia é vender, no período de 12 meses, 5 milhões de CDs da dupla Zezé Di Camargo & Luciano. Zezé Di Camargo se diz "triste" com o que chama de vulgarização de dados sobre vendagem no Brasil. "Já vi artistas que vendem 400 mil discos descaradamente dizer que venderam 1 milhão. Hoje, receber um disco de ouro na TV não tem mais aquele valor." finaliza o cantor.

## Faixas

### Disco 1
1. Abertura
2. Vem Ficar Comigo
3. Vivendo Por Viver
4. Pão de Mel
5. Pare!
6. Como Um Anjo
7. Dois Corações e Uma História
8. Pior é Te Perder
9. Indiferença
10. Tá Escrito em Meu Olhar
11. É o Amor
12. Preciso Ser Amado
13. Sem Medo de Ser Feliz
14. Eu Só Penso em Você (Always On My Mind)
15. Da Boca Pra Fora

### Disco 2
1. Irresistível
2. Cada Volta é Um Recomeço
3. Você Vai Ver
4. Será Que Foi Saudade?
5. Coração Está em Pedaços
6. Felicidade, Que Saudade de Você
7. Menina Veneno
8. Amor Selvagem
9. Salva Meu Coração
10. Saudade Bandida
11. Pra Não Pensar em Você
12. Vem Cuidar de Mim
13. Toma Juízo
14. Mexe Que é Bom
15. Encerramento

## Ficha Técnica
- Produção: César Augusto
- Co-produção: Lucas Robles
- Assistente de produção: Antônio Luiz
- Arregimentação: Grimaldi D. Gomes
- Direção artística: Ronaldo Viana
- Coordenação de produção: Bruno Batista
- Unidade móvel de gravação: ARP
- Engenheiro de gravação u.m.: Roberto Marques e Guilherme Canaes
- Estúdio de gravação, complementos e mixagem: Mosh (SP)
- Engenheiros de gravação: Dalton Luiz / Guilherme Canaes / Gustavo Lenza / André de Falco
- Assistentes de estúdio: Gustavo Galisi / Rico Romano
- Mixagem: Ted (Engenheiro) / César Augusto
- Masterização: Walter Lima (Mosh)

Ficha técnica do show
- Gravado ao vivo no Olympia, nos dias 22 e 23 de fevereiro de 2000
- Produção: Eduardo Silva
- Direção musical, arranjos e roteiro: Hélio Bernal
- Iluminação e projeto: Wanderley Carregan
- Sonorização: Gabisom / Técnico de monitor: Renato Carneiro
- Técnico de P.A.: Luiz Siqueira / Coordenação técnica: José Neiro Zan
- Assistentes de palco: Fernando Drigo / Márcio Fernando

Músicos do show
- Baixo: Hélio Bernal
- Teclados: Fernandinho e Djalma Wolf
- Guitarra e violão: Édio Marcos
- Guitarra, violão e steel-guitar: Toninho Cruz
- Bateria: Heitor Piacenti
- Percussão: Álvaro Soares
- Sax-tenor e flauta: Sumé
- Vocal: Mônica / Bruna / Soraya
- Realização: Brazil Buziness
- Projeto gráfico: Carlos Nunes
- Fotos: Marcelo Faustini

## Certificações
| Brasil (ABPD)                             | 2× Diamante | 2000 | 2.500.000* |
| *número de vendas baseado na certificação |             |      |            |